# Кондас (приток Порши)
Кондас — река в России, протекает в Вологодской области, в Нюксенском районе. Устье реки находится в 23 км по левому берегу реки Порша. Длина реки составляет 50 км.
Исток находится в восточной части обширного Кондасского болота в 38 км к северо-востоку от села Нюксеница. Река течёт на восток по заболоченной, лесистой и ненаселённой местности, русло извилистое, населённых пунктов по берегам нет. В реку впадает несколько притоков, обеспечивающих сток из многочисленных болот в окружающей местности.

### Притоки (км от устья)
- река Плесистое (лв)
- 19 км — река Черёмушка (пр)
- 23 км — река Кумбаш (лв)
- река Чёрная (лв)
- 44 км — река Содомная (пр)

## Данные водного реестра
По данным государственного водного реестра России относится к Двинско-Печорскому бассейновому округу, водохозяйственный участок реки — Северная Двина от начала реки до впадения реки Вычегда, без рек Юг и Сухона (от истока до Кубенского гидроузла), речной подбассейн реки — Сухона. Речной бассейн реки — Северная Двина.
Код объекта в государственном водном реестре — 03020100312103000009166.